# Coreca
Coreca (Coraca ou Corica en ancien dialecte calabrais)    est un hameau (frazione) de la commune d'Amantea, dans la province de Cosenza, à proximité de Campora San Giovanni en Calabre (Italie). 

## Géographie
Coreca fait face à l'ouest à la mer Tyrrhénienne et est entouré au sud par la capitale régionale Amantea, où la limite commence avec Campora San Giovanni. Le territoire est principalement constitué d'un promontoire rocheux et comprend également une zone de collines et de larges plages. Le centre-ville est situé dans la plaine.

### Les récifs
Sur son territoire se situent les récifs de Coreca. Il s'agit d'un groupe de récifs appelés Capoto (le plus grand), Formica, Ginario, Longarino, Piccirillo, Tirolé (aussi Pirolé) et les quatre Scuagli da Funtana. Ces récifs abritaient une faune ornithologique marine aujourd'hui disparue.

### Divisions administratives
En 2017, Coreca est divisé en les lieux-dits suivants :
| - Formiciche - Giascogne (en dialecte local Juascugnu) - Grotte (en dialecte local i Grutti) | - La Pietra (en dialecte local a Petraja) - Marinella (depuis 2011) - Oliva (depuis 2011) | - Stritture (a appartenu à Campora San Giovanni entre 2008 et 2011) - Salto da Zita - Scogliera |

## Climat
Le climat de Coreca est typiquement méditerranéen, caractérisé par hivers doux et humides et étés chauds, secs et venteux avec un pourcentage élevé de jours ensoleillés.

## Économie
Grâce à la beauté de la côte, le tourisme et le secteur hôtelier constituent la principale source de l'économie de Coreca. Quelques petites usines sont implantées sur le territoire, tant dans l'industrie alimentaire que mécanique.

## Histoire
Dans l'Antiquité, lorsque les premiers colons grecs corinthiens arrivent, ils nomment l'endroit Κόρακας (Korakas), ce qui signifie l'« endroit des corbeaux » à cause de la végétation luxuriante qui rappelle la Corinthe natale et ses nombreux corbeaux. Mais dans la région il n'y a pas eu d'établissement humain autonome, mais une sorte d'escale avec un petit port, nommé Ager Caricum à l'époque romaine et désigné ainsi sur certaines cartes jusqu'au début du XVIIIe siècle. Cette escale se trouve sur les routes entre Temesa (it) et Terina pour les îles Éoliennes - en fait les îles sont situées à 65 miles de la côte de Coreca. Ager Caricum a donné l'ancien nom en dialecte Corica. L'endroit reste un point de vigie au cours des siècles, mais ne se développe pas, laissant la proche Amantea et les villes des collines voisines comme Aiello Calabro et Lago s'en charger.
La population descend en partie de certaines familles des villages voisins venus depuis 1800 pour s'installer à l'emplacement actuel.
En 1943, Coreca est un point stratégique pour les opérations des Alliés, en particulier grâce à la Turriella, un fort d'origine arabo-normand, utilisé par les Anglo-Américains pour les opérations de signalisation Morse. Le nom actuel vient de l'anglicisation Coreca. La guérite de Tonnara, de nos jours en ruine, avait une importance stratégique.
Dans les années cinquante, compte tenu de la pénurie de travail et la misère de la période d'après-guerre, les habitants ont émigré au Venezuela dans l'espoir d'un avenir meilleur et d'un retour dans leur pays natal. Dans les années soixante, grâce au boom économique et à la relance de l'économie italienne, Coreca est devenue une destination touristique et pour les radio-amateurs grâce à l'emplacement privilégié des rochers.
Le 20 mai 1974, en raison du tourisme, le lieu-dit a été promu par décret présidentiel au statut de frazione.
Au début des années 1990, Coreca a commencé à décliner. Le manque de pertinence des diverses installations et services, en favorisant la proche Campora San Giovanni et le chef-lieu municipal. En 2008, la frazione se voit annexer par décret municipal les territoires de Marinella, Oliva et Stritture, passant de 2,5 km2 à 4 km2.
Un radiodiffuseur privé (Radio Coreca), l'un des pionniers de la radiodiffusion privée, a duré peu de temps et a fermé en 1996.
À partir de 2013, un renouveau et une sensibilisation lents mais excellents ont commencé à ressusciter Coreca, grâce aussi aux jeunes locaux et à d'autres associations culturelles en faveur de Coreca.

## Monuments et lieux d'intérêt

### Église de Notre-Dame des Anges à Coreca
Le 1er octobre 1964, le travail pour la construction de l'église de Coreca, qui sera intitulée Notre-Dame des Anges, débutera en 1965 en présence des autorités de l'époque, un style moderne mais très sobre capable de contenir 65 personnes. Chaque année, pendant la fête du saint patron (22 août), il y a une procession dans les rues du village central.

### Place Notre-Dame des Anges
Le 2 avril 2003, sur résolution municipale, les travaux ont commencé pour la construction de la place, et ont pris fin le 5 mai 2005 ; la place très petite mais pittoresque abrite les événements d'été du hameau et à partir de 2015 a reçu le nom de Notre-Dame des Anges. Cela pour sa proximité près de l'église et aussi par la présence d'une petite niche avec une petite statue de la Vierge. La place est gérée, nettoyée et entretenue prête à être utilisée par une association touristique locale à partir de 2013.

### Grottes de Coreca
Très importantes dans la région, d'abord étaient les mines de fer de l'ancienne Temesa, puis pendant la Seconde Guerre mondiale comme refuge pour les résidents locaux et pour les soldats anglo-américains qui les utilisaient comme entrepôts. Plus tard utilisées pour les événements de Noël et de Pâques jusqu'au début des années 2000.

### Tour de Coreca ou «Turriella»
Cette tour, en partie effondrée au premier étage, a une certaine importance historique puisqu'il s'agit d'un creuset de styles qui ont été suivis au cours des siècles et utilisés principalement comme point de guet des Arabes, puis des Normands et des différents seigneurs du territoire ont suivi l'arrivée des troupes nazies puis des troupes anglo-américaines pendant la Seconde Guerre mondiale.

## Autres images

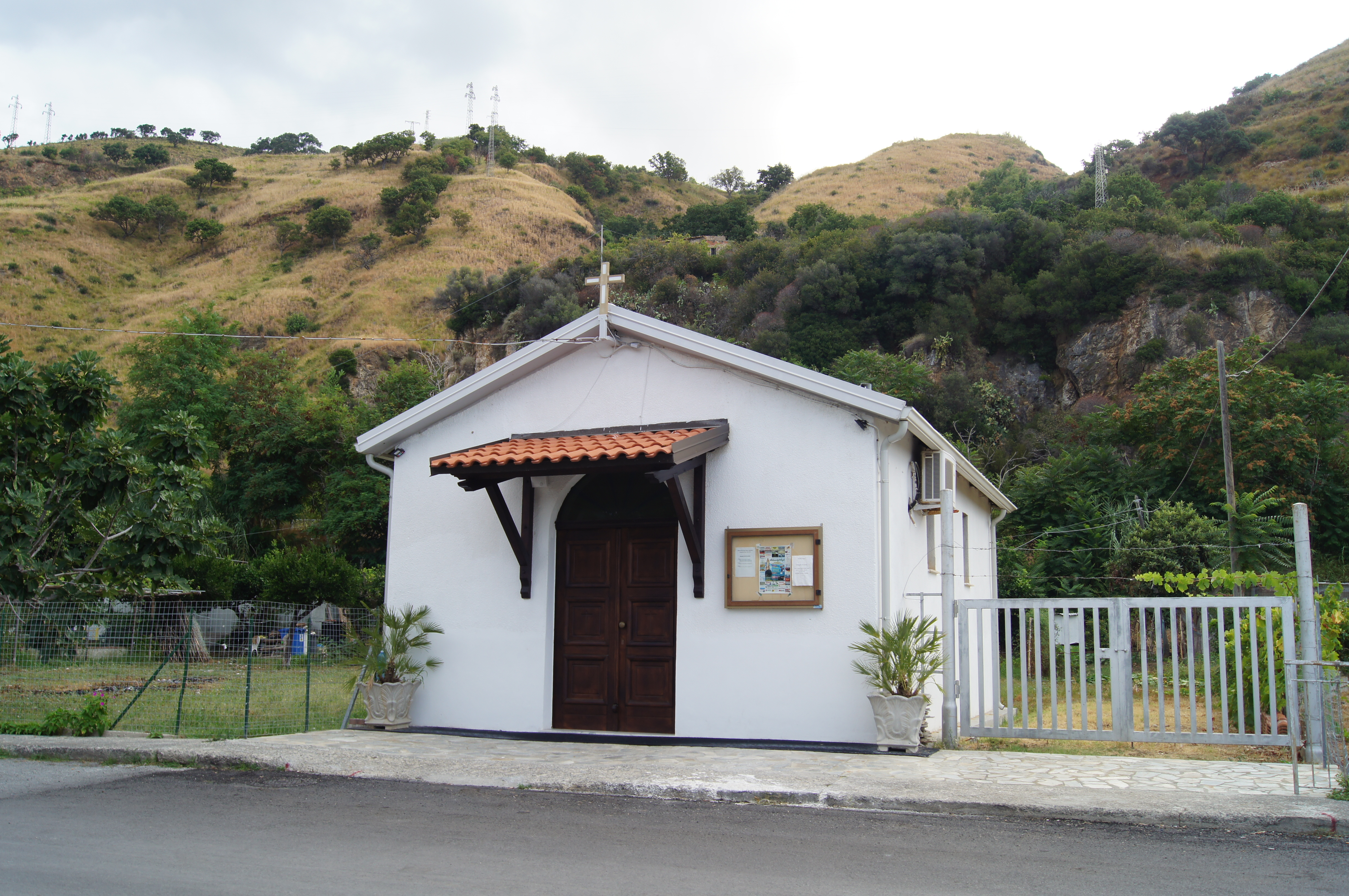
Église de N.D. des Anges
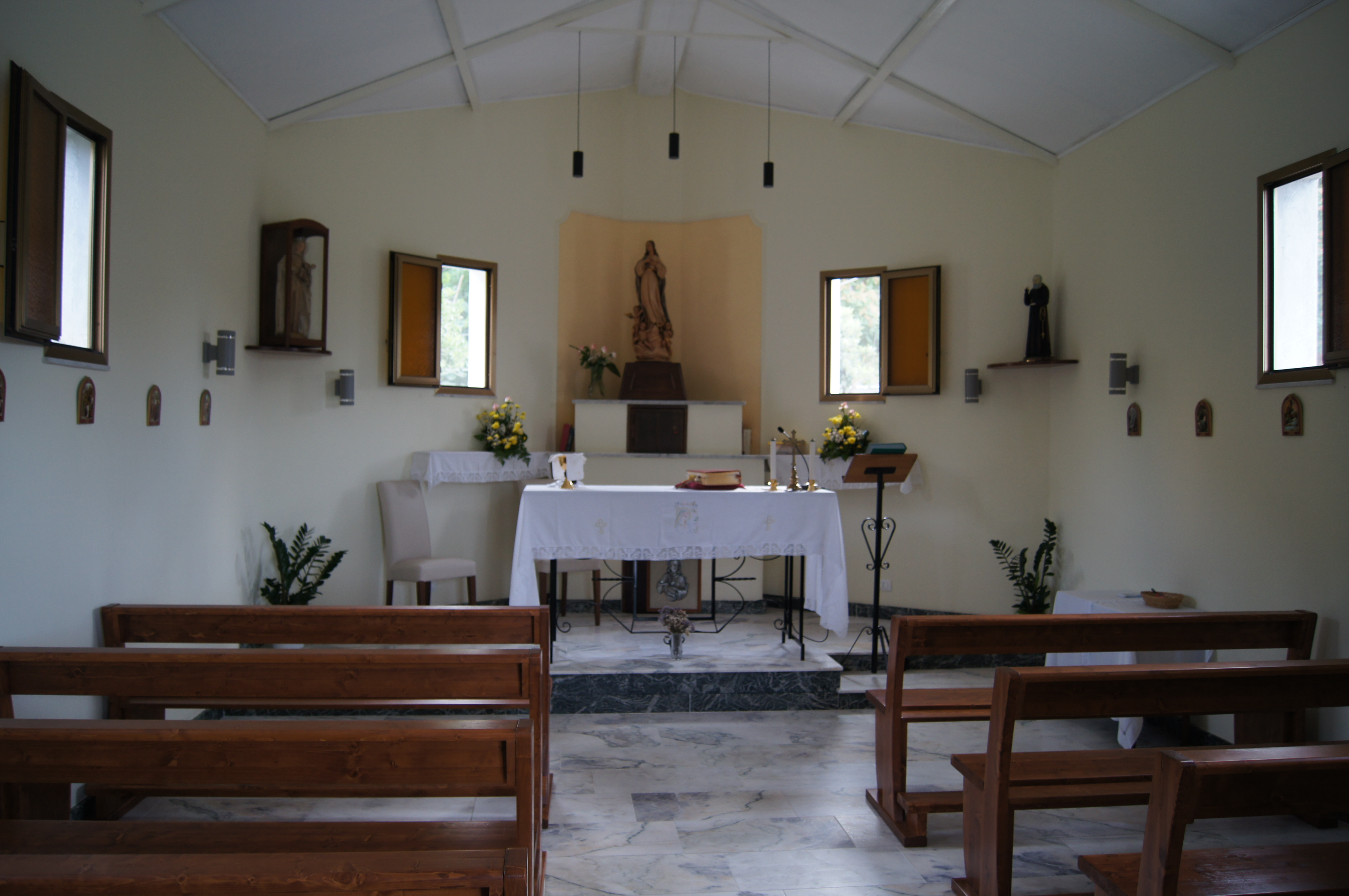
Interior of the Coreca Church
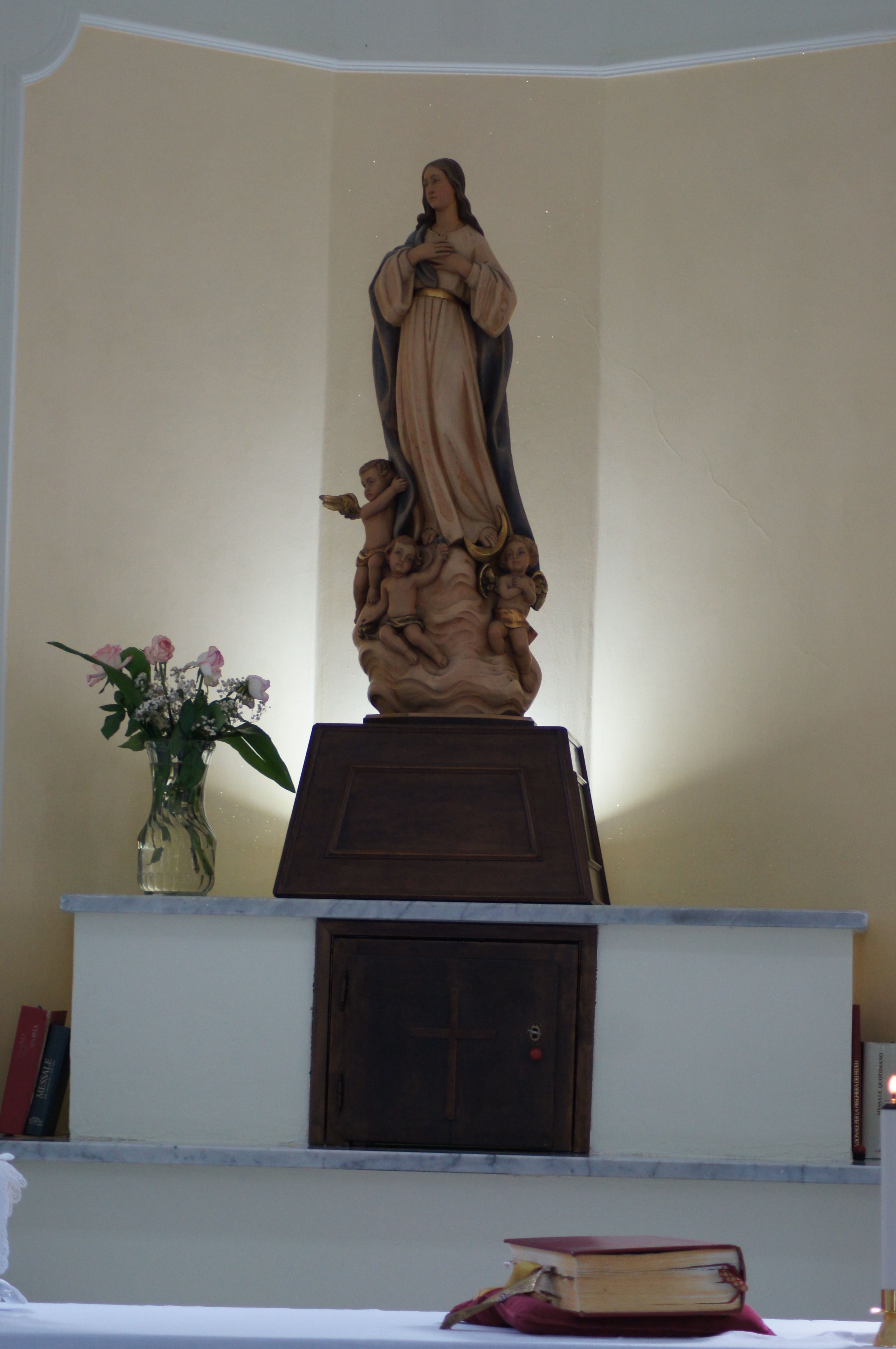
Statue of Our Lady of the Angels in Coreca
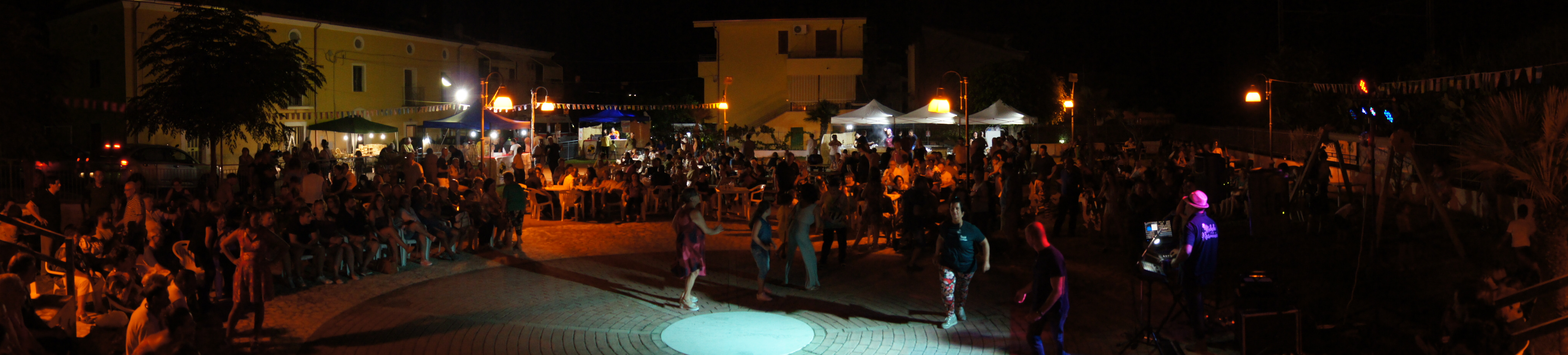
Vue nocturne
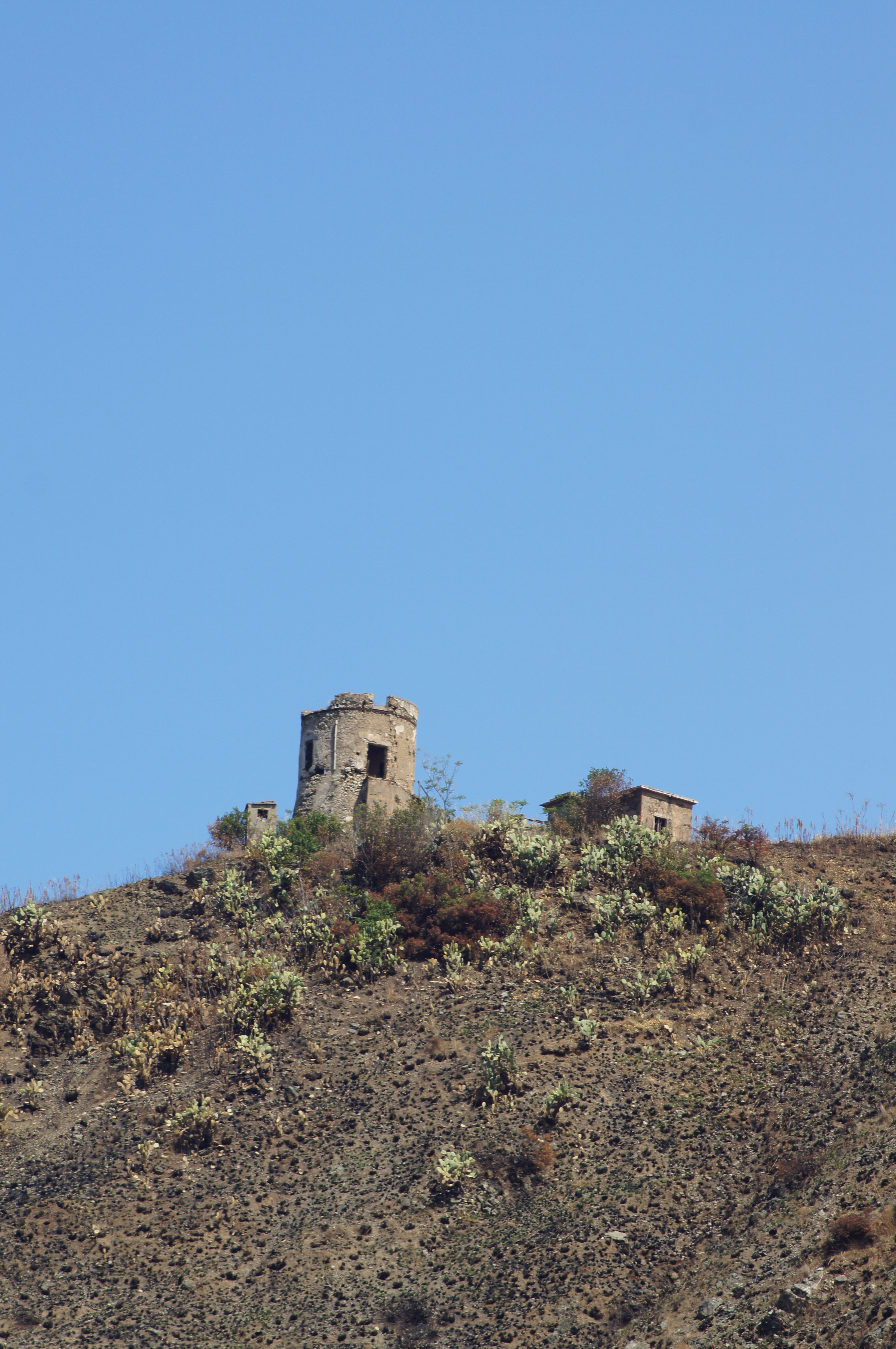
La Turriella, poste de garde arabo-normand
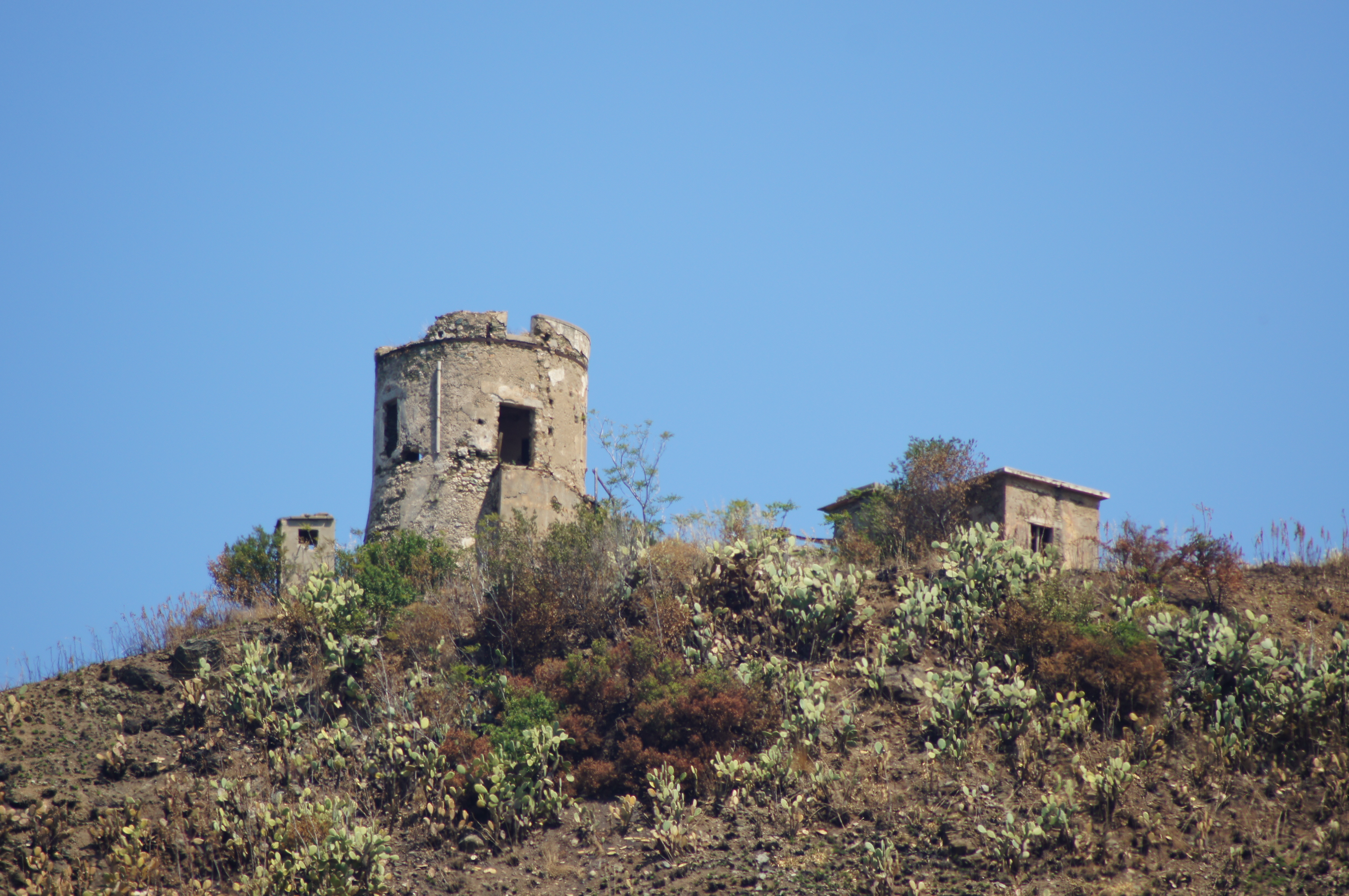
Il primo piano della "Turriella", visto dalla piazza Madonna degli Angeli di Coreca
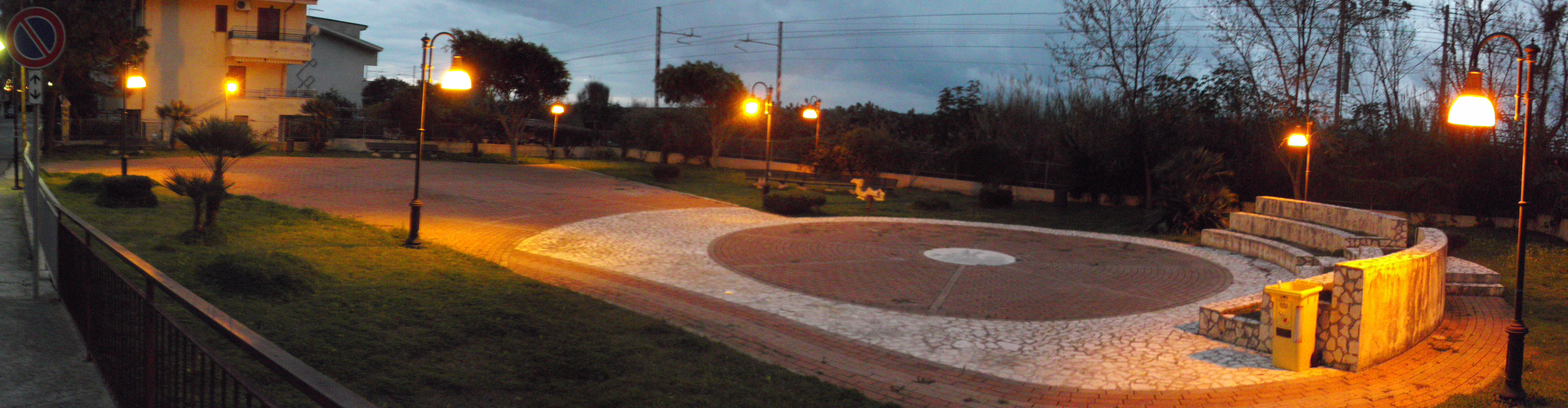
Vue de la place principale dans la soirée
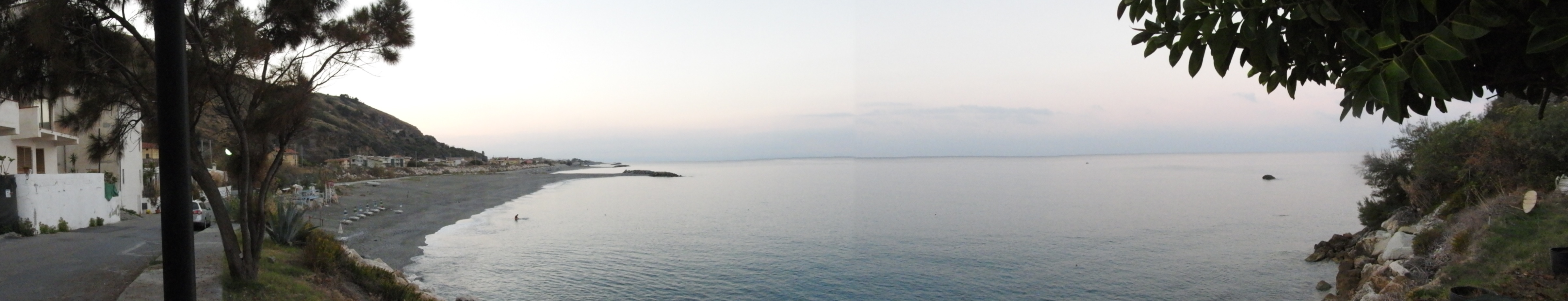
la Baie de Coreca
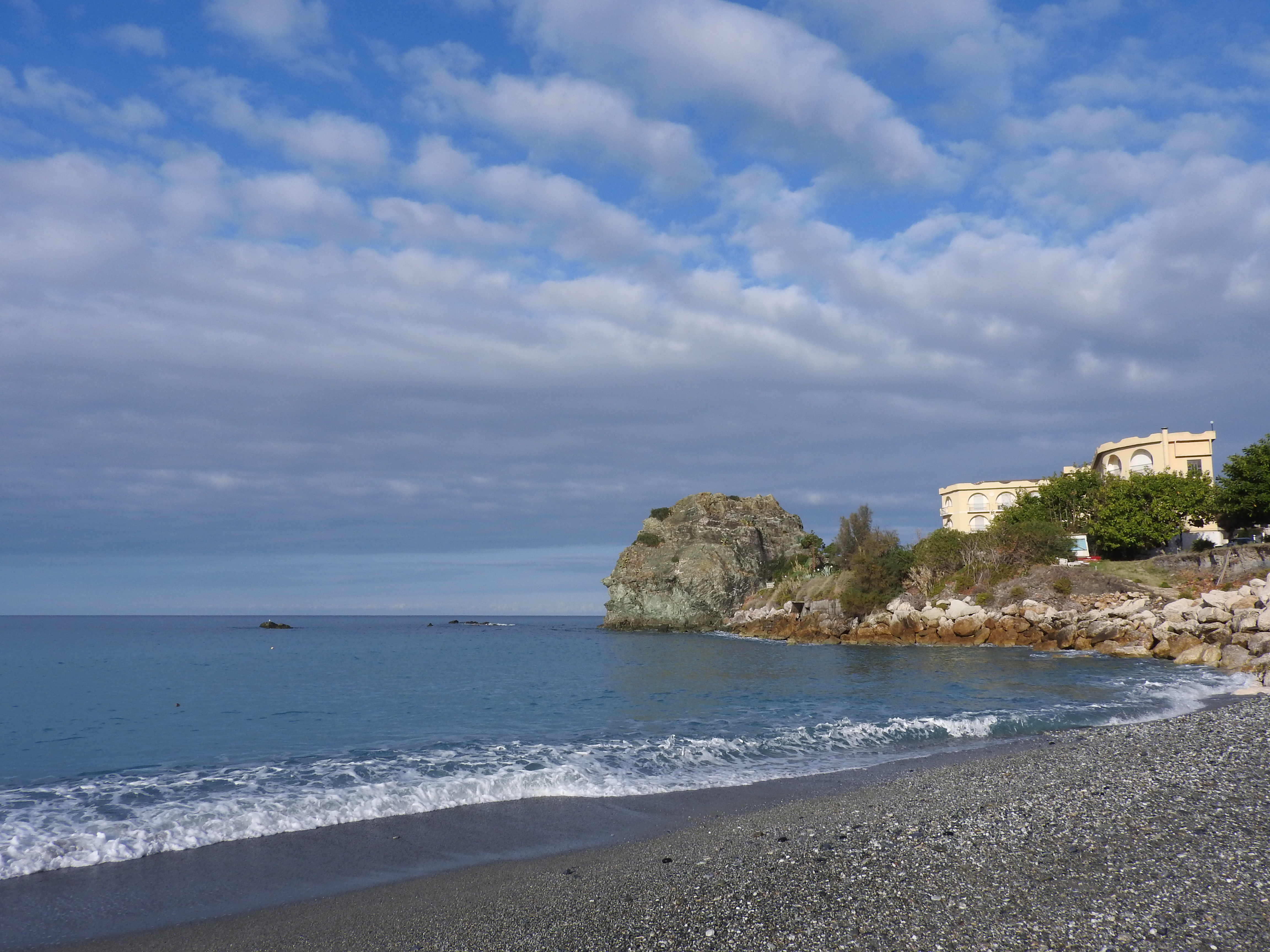
la plage de Coreca vue de La Scogliera
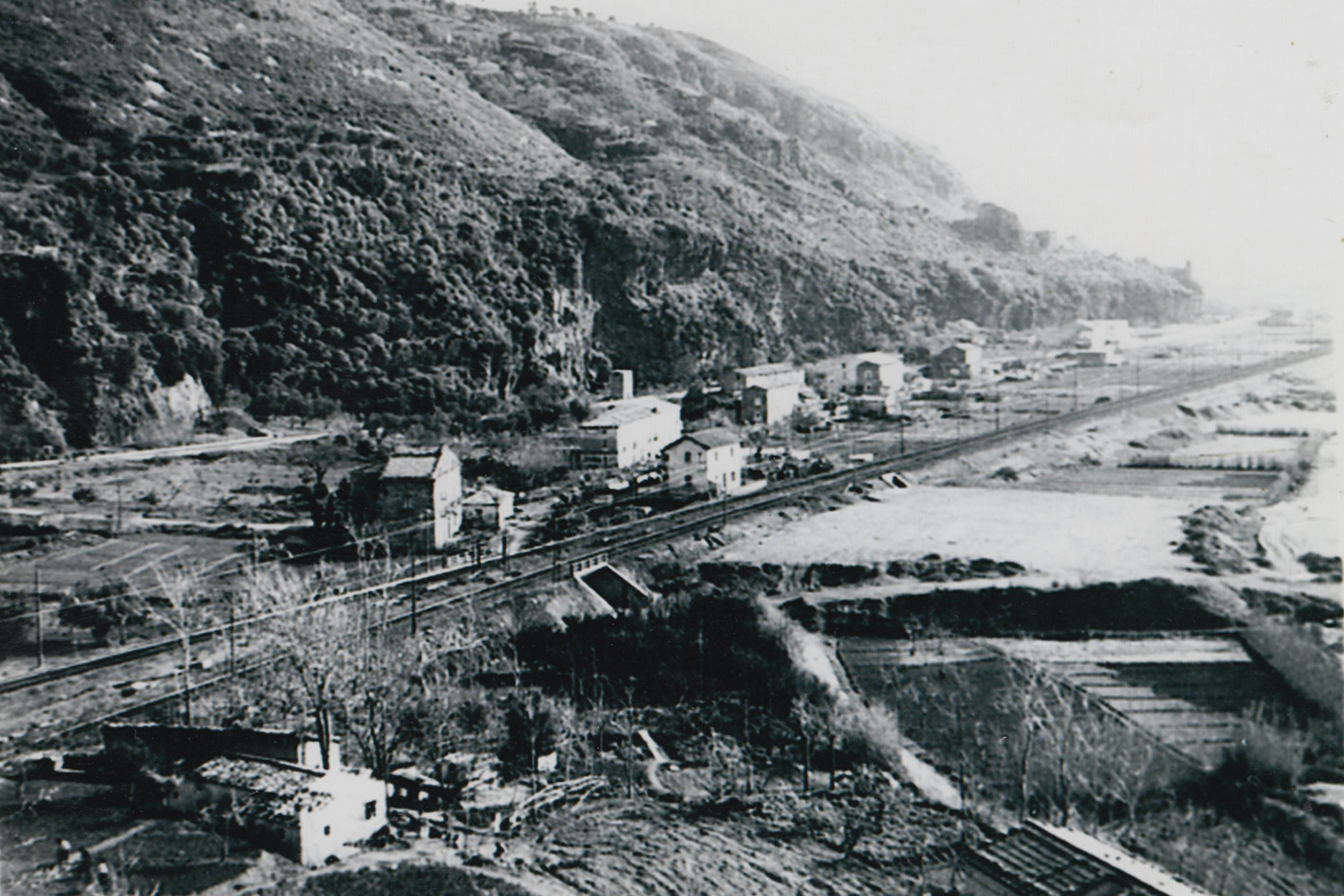
Coreca dans les années 1950
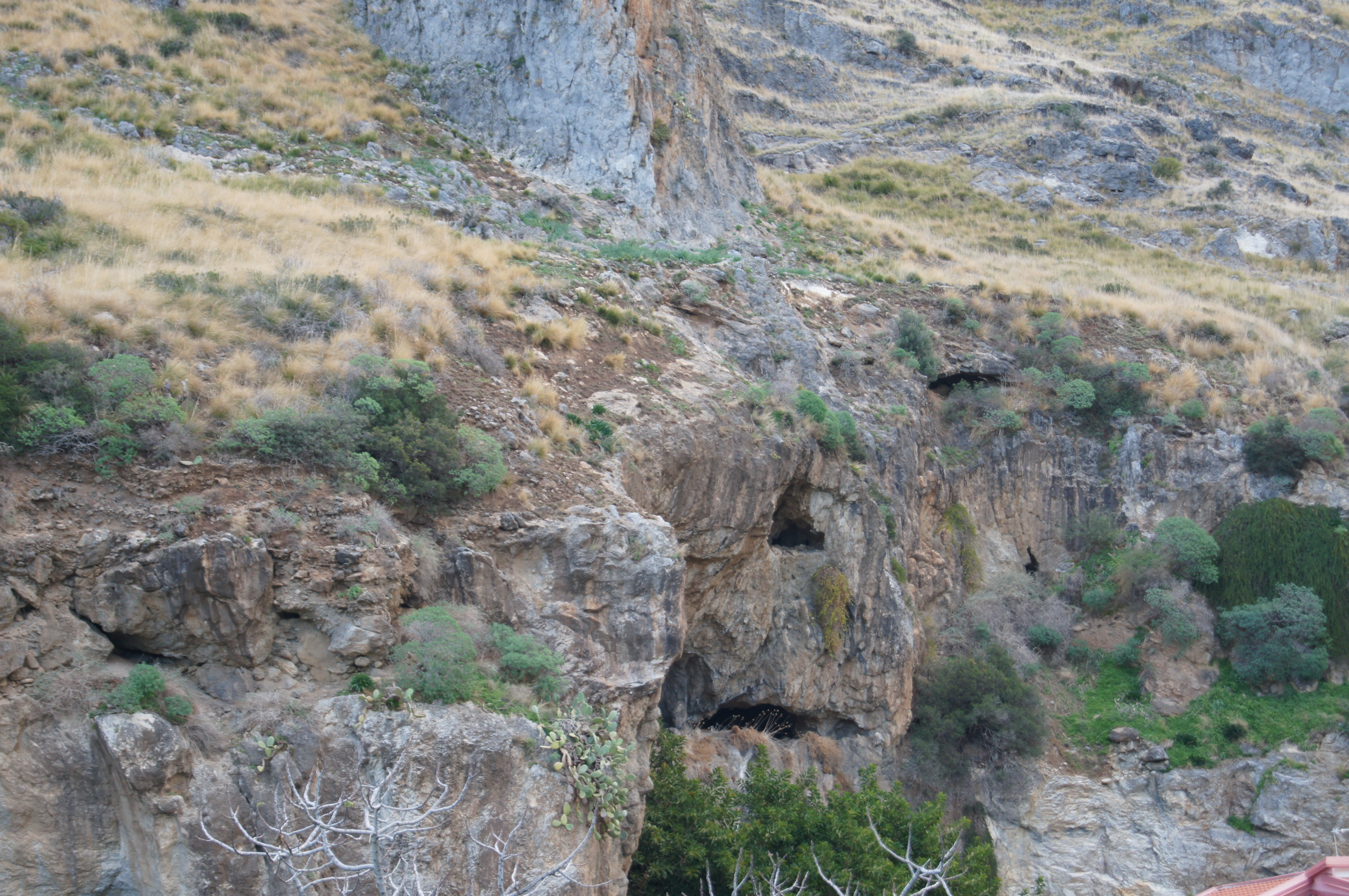
Entrée de la grotte du' Scuru
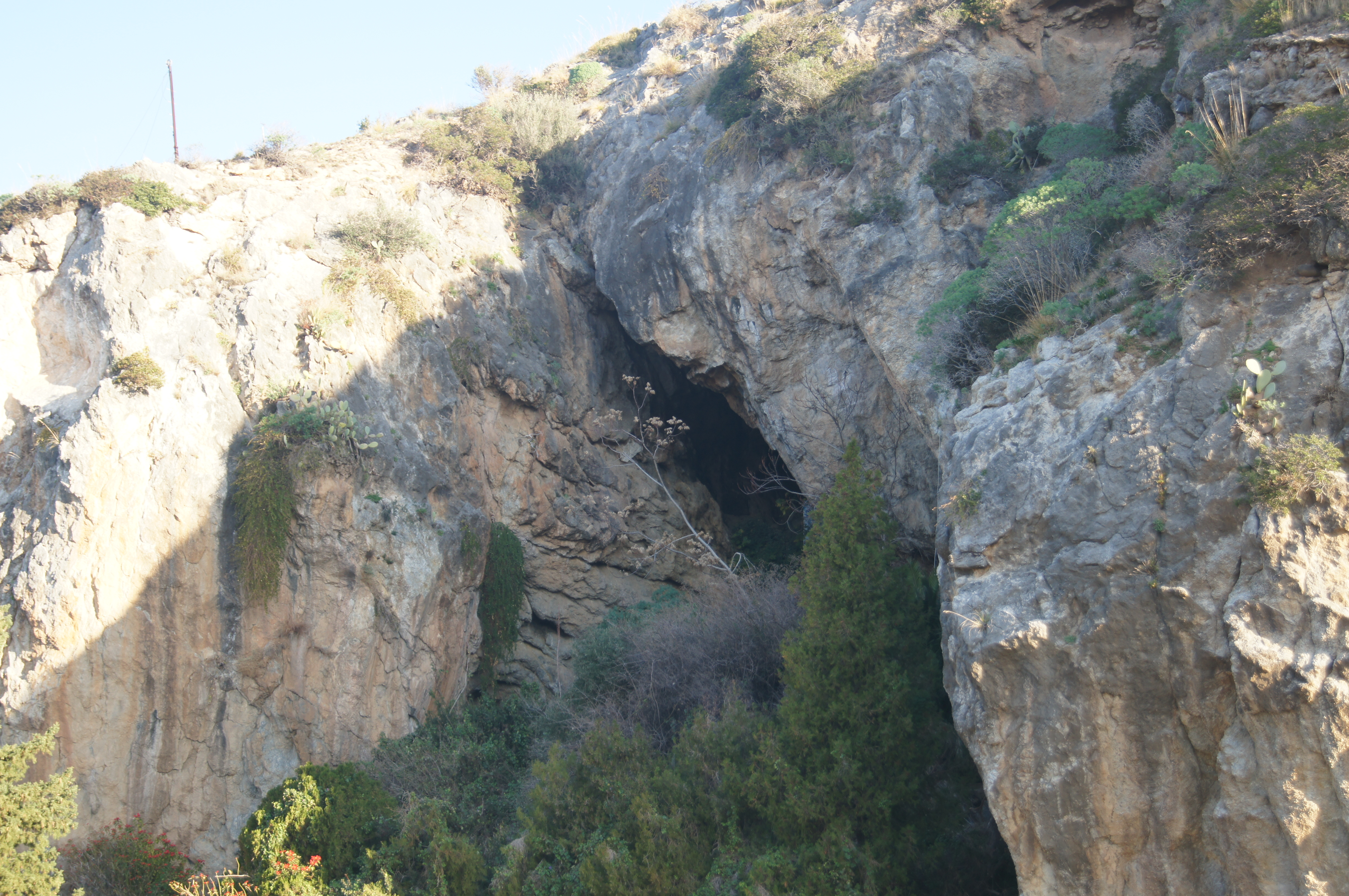
Grotte du Pecuraru